# Olga Boznańska
Olga Boznańska (Olga Helena Karolina Boznańska, Krakkó, 1865. április 15. – Párizs, 1940. október 26.) lengyel impresszionista festő. A 20. században ismert női festő volt Lengyelországban és Európában. Főleg portrékat, csendéleteket és tájképeket készített.

## Élete
Krakkóban született 1865. április 15-én, az anyja, Eugénie Mondan († 1892) francia volt, az apja pedig Adam Nowina Boznański († 1906), lengyel mérnök. Gyerekkorától érdeklődött a rajzolás és a festészet iránt, előbb Krakkóban, majd Münchenben tanult. 1898-tól Párizsban élt. 1901-től kezdve állította ki műveit a Mars-mezei szalonban. Lengyel és nemzetközi művészszervezetek - többek között a Société Nationale des Beaux-Arts (1904-től) és az International Society of Sculptors, Gravers and Painters (1906-tól) - tagja volt. Párizsban halt meg 1940. október 26-án, a Les Champeaux temetőben van eltemetve.

## Munkássága
- Portréfestészetében rengeteg embert festett meg, a szüleitől, a húgától kezdve krakkói méltóságokon és a müncheni művészbarátain át az ismeretlen modellekig.
  - Cigánylány
  - Japán lány[2]
  - Józef Czajkowski portréja[3]
  - Nő kislánnyal
  - Kislány krizantémokkal
  - Ezüstös kislány
  - Önarckép 1893-ból
  - Önarckép 1906 körül
  - Önarckép virágokkal 1909 körül
  - Kiki, a művész kutyája
- Csendéleteinek fontos elemei voltak a virágok.
  - Csendélet
  - Sárga rózsák
- Tájképfestőként keveset alkotott. Az egyik levelében azt írta, hogy ez a festészet egyik legnehezebb fajtája, mert egy tájat nem lehet megkérni, hogy üljön nyugodtan a kanapén vagy jöjjön el holnap is a stúdióba modellt állni. Ennek megfelelően kevés vázlatosabb, az ablakon kinézve festett műben és a más témájú képei hátterében szerepeltek tájak.
  - Városi épületek I.
  - Virágkötők
- A műtermeiről is több képet készített, némelyiken az épp ott tartózkodó modelleket vagy vendégeket is ábrázolta.
  - A műteremben I.
  - A műteremben II.
  - A párizsi műteremben

## Képgaléria

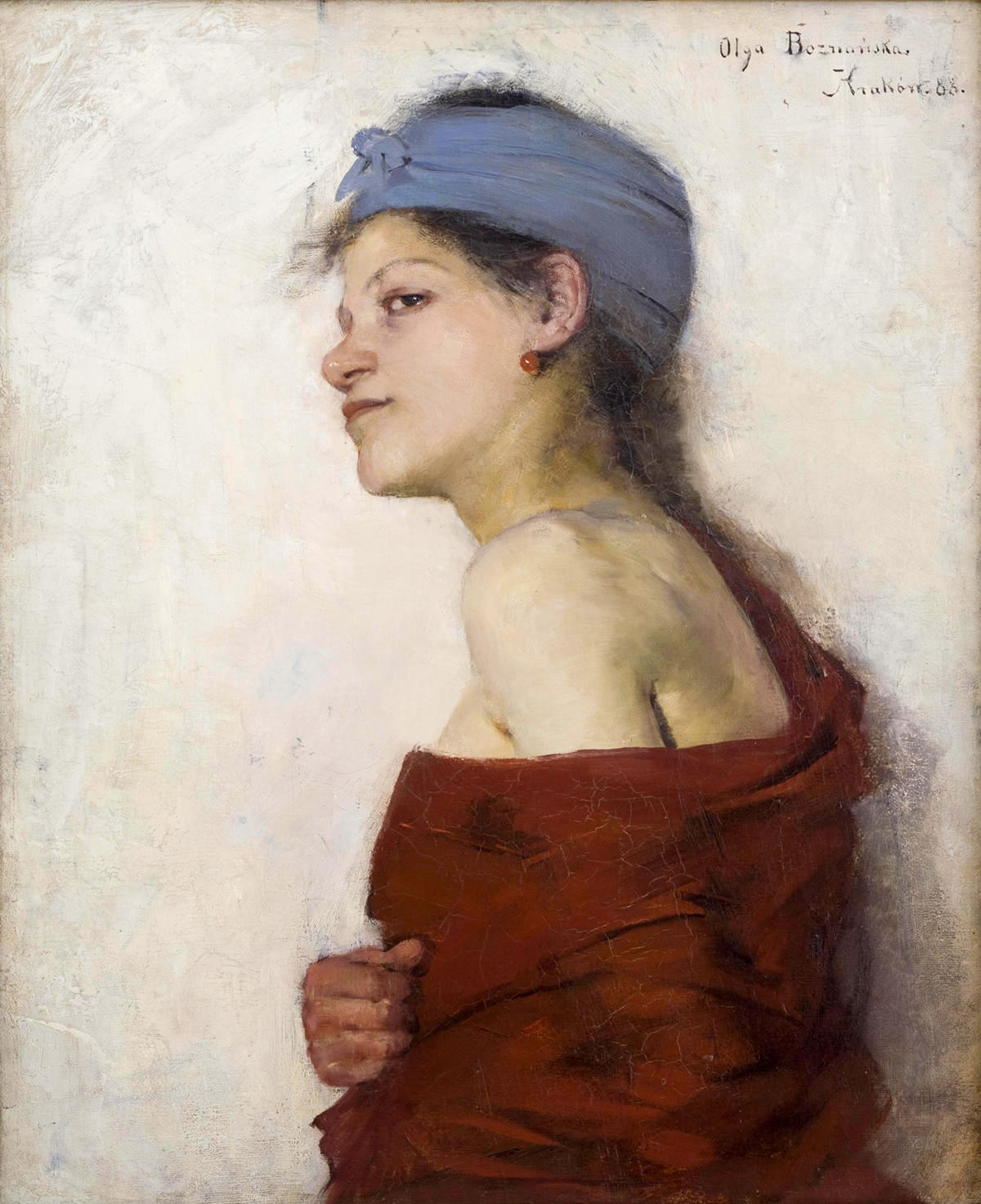
Egy nő portréja, 1888
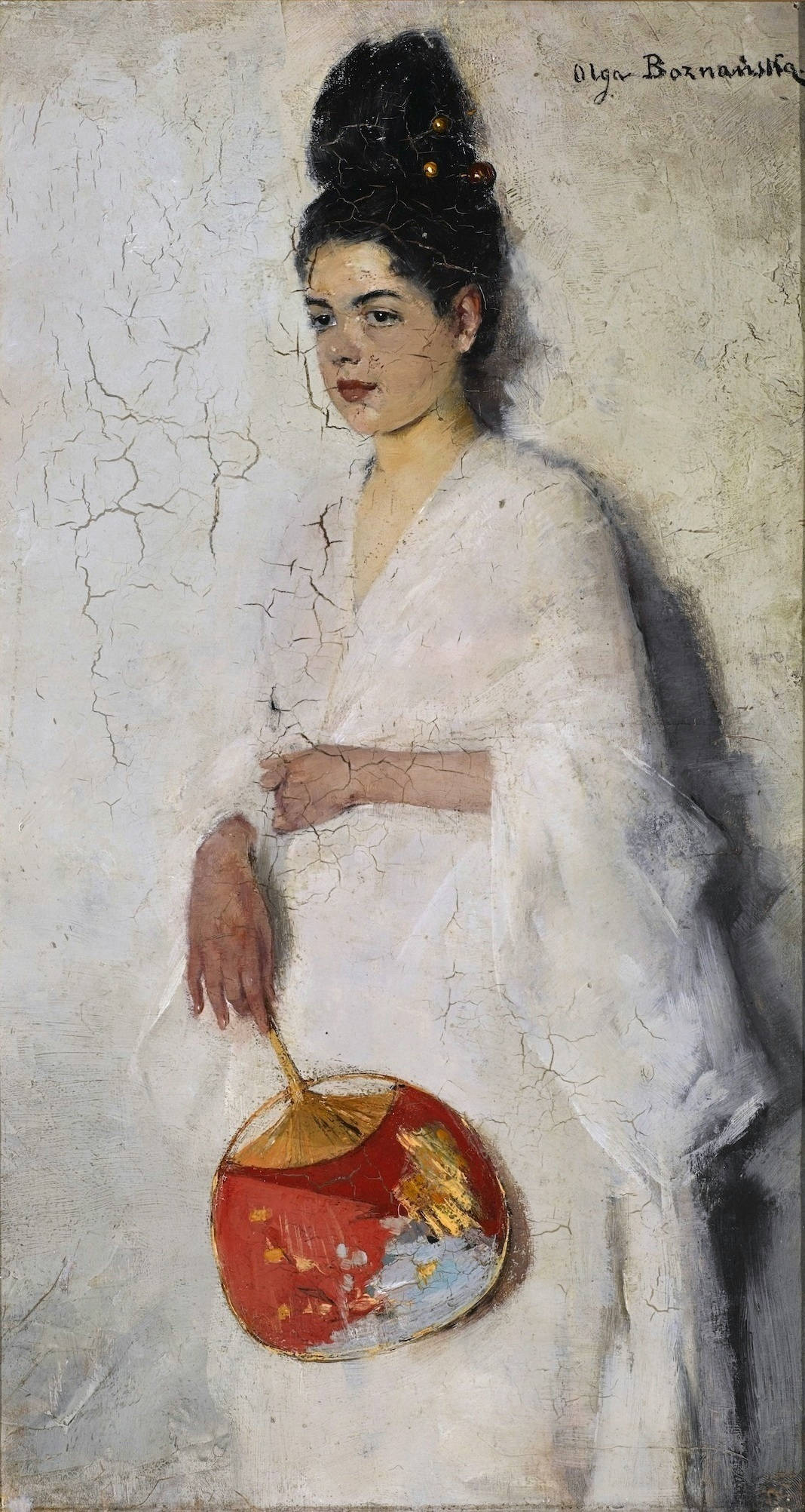
Japán lány, 1889
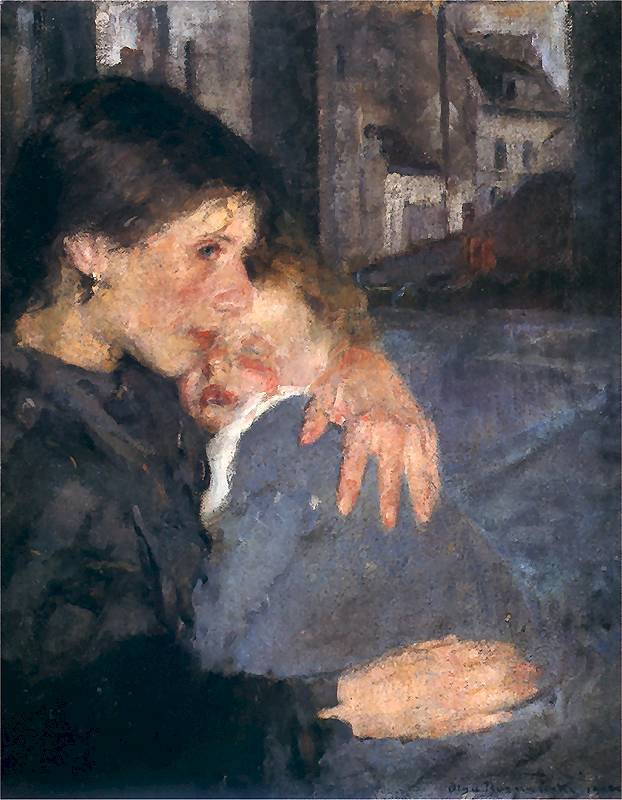
Anyaság, 1902
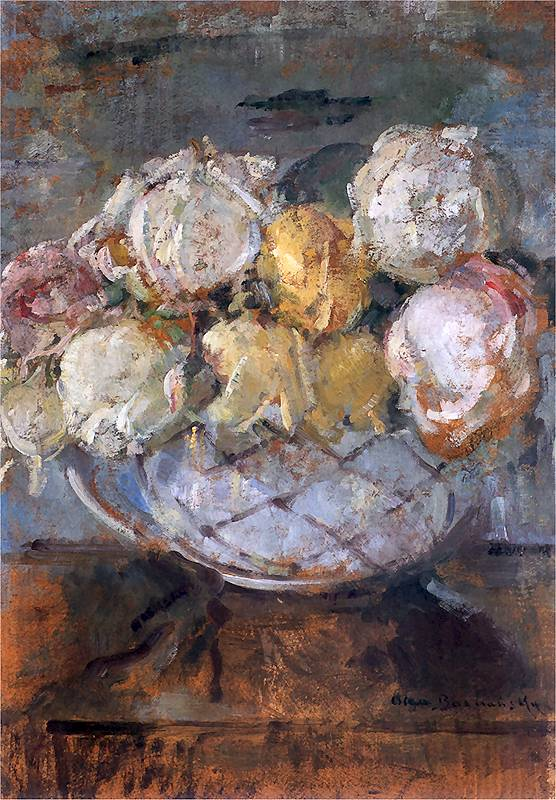
Rózsák
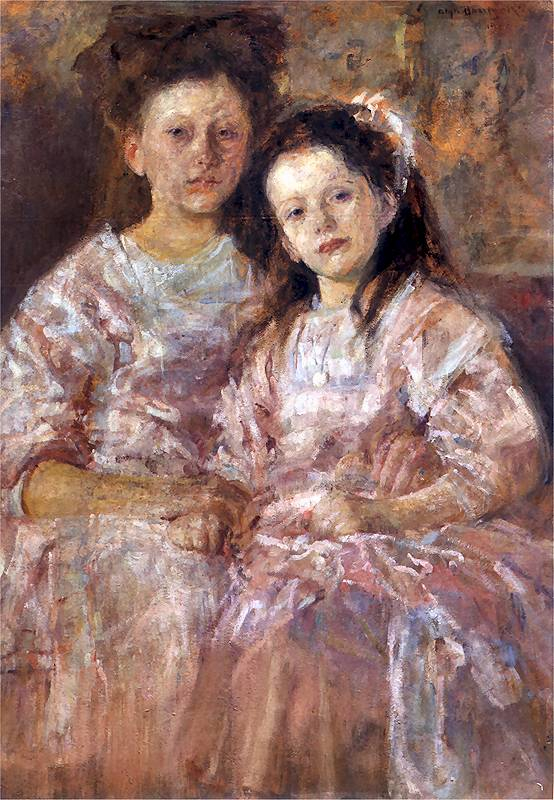
Két lány, 1906
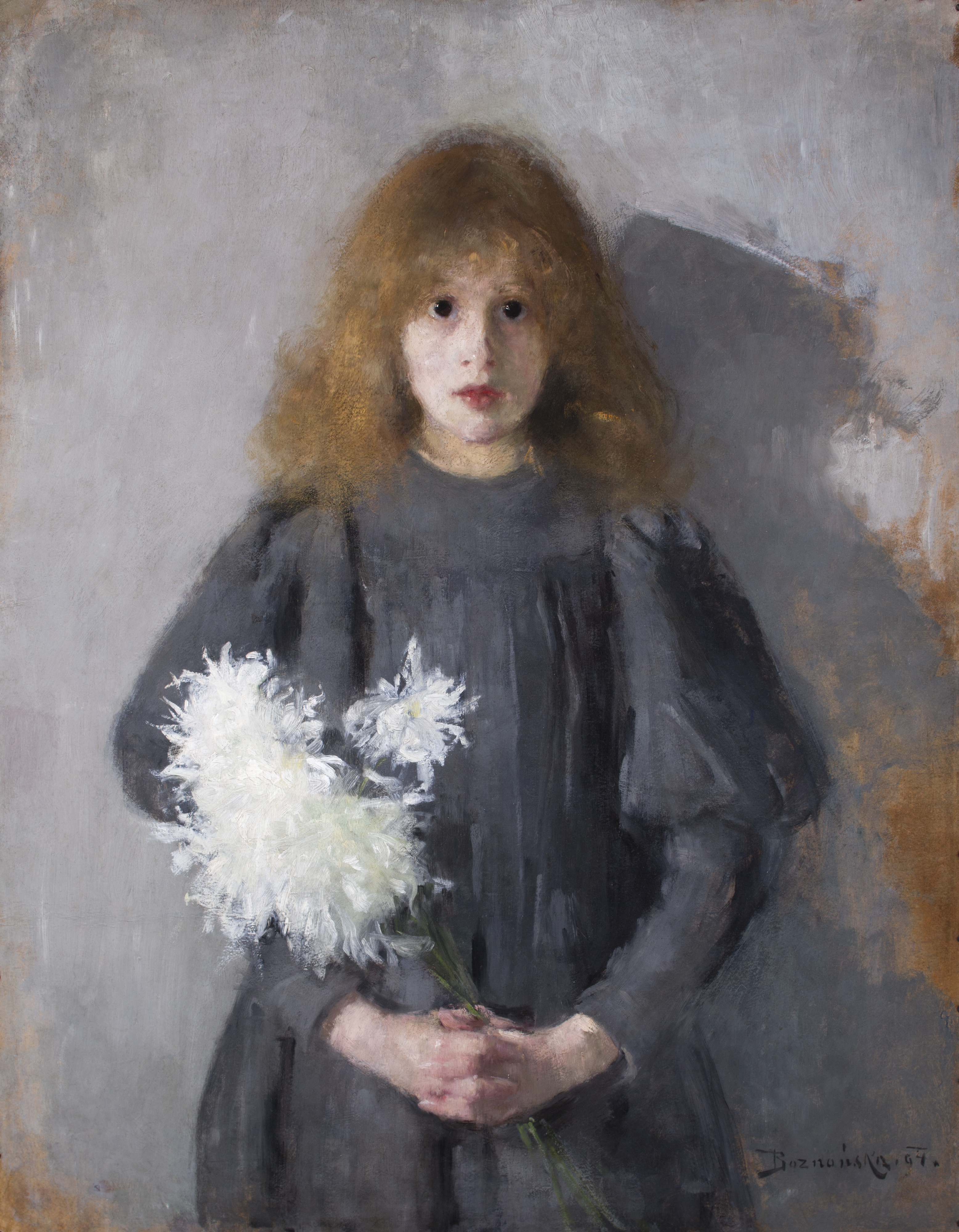
Kislány krizantémokkal, 1894

## Díjai
- francia Becsületrend (1912)
- Lengyelország Újjászületése érdemrend (1938)